# DC Studios
DC Studios ist ein amerikanisches Filmstudio, das als Tochtergesellschaft von Warner Bros. Discovery für die Produktion von Filmen, die auf Charakteren von DC Entertainment basieren, verantwortlich ist. Bis Oktober 2022 hieß es DC Films, die Umbenennung ging mit einer neuen Führung einher: James Gunn und Peter Safran.

## Geschichte
Nachdem Batman v Superman: Dawn of Justice an den Kinokassen ein Flop war, begann Warner Bros. die Ausrichtung des DC Extended Universe zu korrigieren. Im Mai 2016 wurden deshalb alle Filmproduktionen von DC Entertainment in einer neuen Abteilung zusammengefasst, in der die Verantwortlichen genre-erfahren sein sollten. Deshalb wurden als verantwortliche Manager Jon Berg, Executive Vice President von Warner Bros., und Geoff Johns, Chief Creative Officer von DC Comics, eingesetzt. Dadurch wollte man direkter mit dem Marvel Cinematic Universe von Marvel Studios konkurrieren können. Trotzdem ersetzte die Gründung der Abteilung nicht die generelle Steuerung der Filme durch deren Regisseure.
Justice League hatte ein Budget von fast 300 Millionen USD und spielte am ersten Wochenende 96 Millionen USD ein, woraufhin die Washington Post in einer Analyse eine erneute Kurskorrektur mit eventuellem Führungswechsel erwartete. Zu dieser Zeit wurde das DC Extended Universe von den Regisseuren der jeweiligen Filme gesteuert. Forbes-Mitarbeiter waren der Ansicht, dass die Kurskorrektur darin bestehen würde, das DCEU aufzugeben und nur mit Wonder Woman fortzufahren, da Warner Bros. auch andere Filmreihen hat, mit denen es arbeiten könne. Ungeachtet dessen veränderte Warner Bros. seine Veröffentlichungspläne für seine DCEU-Filme nicht, wie im Dezember 2017 bekanntgegeben wurde. Im gleichen Monat wurde eine Strategie- und Organisationsänderung bekanntgegeben, infolge dessen Berg mit Roy Lee eine neue Produktionsfirma gründete und damit DC Films verließ. Im Januar 2018 wurde bekanntgegeben, dass Walter Hamada neuer Präsident von DC Films wird. Zuvor hatte er eng mit New Line Cinema zusammengearbeitet und unter anderem Horrorfilme mitentwickelt.

## Kritik an der Steuerung durch Regisseure
Die Steuerung des DC-Filmuniversums durch die Regisseure wurde mit Skepsis gesehen. Margot Robbie, die Harley Quinn u. a. in Suicide Squad spielte, gab an, dass die DC-Produzenten den Visionen ihrer Regisseure vertrauen müssen. Sie sagte, dass die Produzenten im DC-Universum nach der Entscheidung für einen Regisseur alles dafür tun sollten, die Vision des Regisseurs zu ermöglichen. Joss Whedon, der Neuaufnahmen für Justice League machen sollte, wollte eigentlich eine lustigere Eröffnungsszene mit Batman. Das Studio hielt sich jedoch nicht an seine Vision (stattdessen an die originale von Zack Snyder) und machte die Szene ernster. Whedon wollte den Film wegen den schlechten Kritiken an Batman v Superman: Dawn of Justice und dessen dunkler Stimmung auch heller gestalten, bekam jedoch Druck vom Studio. Er sollte den Film auch auf unter zwei Stunden kürzen.
Regisseur Rick Famuyiwa, der ursprünglich im neuen Flash-Film involviert war, setzte Justice League wegen des Erfolgs von Black Panther herab, der innerhalb von vier Tagen die gesamten US-Einnahmen von Justice League übertraf und damit der bis dahin erfolgreichste Film des MCU wurde. Er trennte sich aufgrund kreativer Differenzen von Warner Bros. Im November 2017 wurde berichtet, dass das Studio Kiersey Clemons ersetzen wollte, die Famuyiwas Wahl für Iris West war. Ihre Szene wurde aus Justice League gestrichen. Dabei wurde auch angedeutet, dass es die Entscheidung des Studios war, sich von Famuyiwas Arbeit an Flash zu trennen.

## Management
- Mai 2016–Dezember 2017:000Geoff Johns (Co-Chairman)[12]
- Mai 2016–Dezember 2017:000Jon Berg (Co-Chairman)[12][3]
- Januar 2018–Oktober 2022:00.Walter Hamada (Präsident)[7][13][1]
- Februar 2018–Oktober 2022:0.Chantal Nong (Vize-Präsidentin Produktion)[14]
- seit Oktober 2022:0000000000James Gunn (Co-CEO Kreative Entscheidungen)[1]
- seit Oktober 2022:0000000000Peter Safran (Co-CEO Produktion/Business)[1]

## Filmografie (Auswahl)
- 2016: Suicide Squad
- 2017: Wonder Woman
- 2017: Justice League
- 2018: Aquaman
- 2019: Shazam!
- 2019: Joker
- 2020: Birds of Prey: The Emancipation of Harley Quinn (Birds of Prey (and the Fantabulous Emancipation of One Harley Quinn))
- 2020: Wonder Woman 1984
- 2021: Zack Snyder’s Justice League
- 2021: The Suicide Squad
- 2022: The Batman
- 2022: Black Adam
- 2023: Shazam! Fury of the Gods
- 2023: Aquaman: Lost Kingdom (Aquaman and the Lost Kingdom)
- 2023: The Flash
- 2023: Blue Beetle
- 2024: The Penguin (Miniserie)
- seit 2024: Creature Commandos (Fernsehserie)